# Nauloco (isla)
Nauloco era una isla, o más bien un arrecife, del promontorio Samoniano, en Creta. Es descrita por geógrafos de la Antigüedad como Plinio el Viejo, también es mencionada por Pomponio Mela como Naumachos.